# Kroatische presidentsverkiezingen 1992
De eerste Kroatische presidentsverkiezingen na de invoering van de nieuwe grondwet werden in 1992 gehouden.
In december 1990 werd de grondwet aangenomen, maar door het geëscaleerde conflict tussen de Kroatische regering en de rebellen die het Republiek van Servisch Krajina uitgeroepen hadden en gesteund werden door het Joegoslavische federale leger. Franjo Tuđman was in mei 1990 gekozen als president onder de grondwet uit het Communistische tijdperk.
Toen het bekend werd dat er verkiezingen zouden komen werd Kroatië internationaal al erkend, maar één derde van hun land was nog in macht van de rebellen die zich schuldig maakten aan massamoorden op het Kroatische volk. Kroatië zat zelf te midden in het conflict in Bosnië en Herzegovina. Weinigen waren echter tegen verkiezingen, men vond namelijk dat er in dit nieuwe land zo snel mogelijk nieuwe verkiezingen moesten komen.
Franjo Tuđman en zijn partij waren vastbesloten te winnen, ervan uitgaande dat het volk wat terug woud doen, voor het onafhankelijkheidsstreven. Tuđman hield een campagne die volgens sommigen leek op zelfverheerlijking.
Ondanks alles waren ook de anderen vastbesloten te winnen. De kandidaat Savka Dabčević-Kučar probeerde haar mildere nationalisme te combineren met het charisma van een leider uit de Kroatische Lente. Zij werd gesteund door de rijkeren uit de ranken van de Kroatische Volkspartij.
Dražen Budiša gebruikte ook zijn verleden in de Kroatische Lente, en hij was een stuk jonger dan Tuđman wie hij ervan beschuldigde Kroatië ondemocratisch te maken, en dat hij te laks was in het militair oplossen van de territoriale kwesties (the bezetting van Kroatië door Serviërs, en de oorlog in Bosnië).
Dobroslav Paraga was nog radicaler, hij beschuldigde Tuđman ervan autoritair te zijn en de Bosnische Moslims te hebben verraden, die hij zag als de "natuurlijke bondgenoot van Kroatië" in de strijd tegen de Serviërs. Paraga hoopte op steun van de rechtse bevolking, hij hoopte stemmen te krijgen door zwarte uniformen te dragen en iconen van de opstandelingenbeweging. Door de oorlog zou dit volgens hem onder de Kroaten een steun zijn.
De overige vier kandidaten verwachtten niet te winnen, en deden veelal mee om hun partij bekend te maken voor de parlementsverkiezingen.
Het was een heftige campagne, meerdere malen trokken aanhangers van Paraga de straten op om Tuđman uit te jubelen. Door de manier van campagnevoeren gingen de toezichthouders ervan uit dat niemand de nodige 50% zou halen.
Tot verbazing van velen kreeg Tuđman meer dan de nodige 50% en won in de eerste ronde.
Net zoals de parlementsverkiezingen werden verschillende personen van fraude verdacht. Vooral omdat er duizenden stemmen aan Dobroslav Paraga en Ivan Cesar in containers gevonden waren in Zagreb
In totaal waren er 3.575.032 stemgerechtigden van wie 2.677.764 (74,90%) gestemd heeft.
Hiervan waren 50.703 (1,89%) stemmen ongeldig.

## Kandidaten
1. Franjo Tuđman (Kroatische Democratische Unie - HDZ) - winnaar - 1.519.100 - 56,73%
2. Dražen Budiša (Kroatische Sociaal-Liberale Partij - HSLS) - 585.535 - 21,87%
3. Savka Dabčević-Kučar (Kroatische Volkspartij - HNS) - 161.242 - 6,02%
4. Dobroslav Paraga (Kroatische Partij van Rechten - HSP) - 144.695 - 5,40%
5. Silvije Degen (Socialistische Partij van Kroatië - SSH) - 108.979 - 4,07%
6. Marko Veselica (Kroatische Democratische Partij - HDS) - 45.593 - 1,70%
7. Ivan Cesar (Kroatische Christelijke Democratische Partij - HKDS) - 43.134 - 1,61%
8. Antun Vujić (Sociaal Democraten van Kroatië - SDH) - 18.783 - 0,70%